# Neubruck (Gemeinden Scheibbs, St. Anton)
Neubruck ist ein Ortsteil der Stadtgemeinde Scheibbs und der Gemeinde St. Anton an der Jeßnitz in Niederösterreich.

## Geografie
Neubruck befindet sich an der Mündung der Jessnitz in die Erlauf und war bis Ende 2016 eine Ortschaft der Stadtgemeinde Scheibbs und ein Ortsteil von St. Anton. Nachdem 2017 sämtliche Ortschaften von Scheibbs aufgelöst wurden, ist Neubruck eine Rotte in der Ortschaft Scheibbs, zudem ein Dorf in der Ortschaft Gnadenberg und eine Streusiedlung in der Ortschaft Gruft, die beide zu St. Anton gehören.

## Geschichte
Im Adressbuch von Österreich waren im Jahr 1938 in Neubruck das Erholungsheim Allingerhaus und die Neubrucker Papierfabrik W. Hamburger verzeichnet. Das Schloss Neubruck, einst Verwaltungssitz der Töpperwerke, war 2015 eine Stätte der Niederösterreichischen Landesausstellung zum Thema ÖTSCHER:REICH – Die Alpen und wir.